# Campionati del mondo di ciclismo su pista 2012 - Corsa a punti femminile
La corsa a punti femminile ai Campionati del mondo di ciclismo su pista 2012 si svolse il 5 aprile 2012 su un percorso di 100 giri, per un totale di 25 km/h con sprint intermedi ogni 10 giri. La vittoria andò alla russa Anastasia Chulkova, che concluse il percorso con il tempo di 33'16"093 alla media di 45,088 km/h.
Partenza con 18 cicliste di federazioni diverse delle quali 17 completarono la gara.

## Podio
| Pos.    | Atleta             | Nazionalità |
| ------- | ------------------ | ----------- |
| Oro     | Anastasia Chulkova | Russia      |
| Argento | Jasmin Glaesser    | Canada      |
| Bronzo  | Caroline Ryan      | Irlanda     |

## Risultati
| Posizione | Atleta              | Nazione       | Punti sprint | Punti giri | Totale |
| --------- | ------------------- | ------------- | ------------ | ---------- | ------ |
| 1         | Anastasia Chulkova  | Russia        | 11           | 20         | 31     |
| 2         | Jasmin Glaesser     | Canada        | 8            | 20         | 28     |
| 3         | Caroline Ryan       | Irlanda       | 4            | 20         | 24     |
| 4         | Giorgia Bronzini    | Italia        | 23           | 0          | 23     |
| 5         | Wong Wan Yiu        | Hong Kong     | 2            | 20         | 22     |
| 6         | Leire Olaberria     | Spagna        | 11           | 0          | 11     |
| 7         | Jarmila Machačová   | Rep. Ceca     | 10           | 0          | 10     |
| 8         | Katarzyna Pawłowska | Polonia       | 8            | 0          | 8      |
| 9         | Tatsiana Sharakova  | Bielorussia   | 7            | 0          | 7      |
| 10        | Amy Cure            | Australia     | 6            | 0          | 6      |
| 11        | Kelly Druyts        | Belgio        | 6            | 0          | 6      |
| 12        | Maki Tabata         | Giappone      | 4            | 0          | 4      |
| 13        | Anna Nahirna        | Ucraina       | 3            | 0          | 3      |
| 14        | Rushlee Buchanan    | Nuova Zelanda | 2            | 0          | 2      |
| 15        | Cari Higgins        | Stati Uniti   | 1            | 0          | 1      |
| 16        | Yumari González     | Cuba          | 1            | 0          | 1      |
| 17        | Angie González      | Venezuela     | 0            | 0          | 0      |
| -         | Stephanie Pohl      | Germania      | DNF          | DNF        | DNF    |

DNF = Prova non completata